# Louis Philogène Brûlart de Sillery

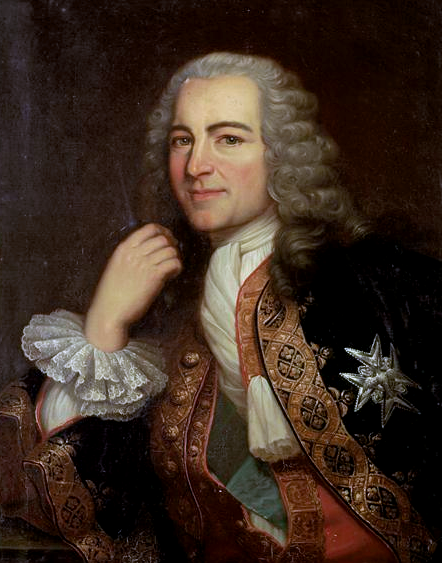
Louis Philogène Brûlart de Sillery, Kopie (1838) eines Gemäldes von Louis Joseph Toussaint Rossignon, Schloss Versailles

Louis Philogène Brûlart, Vicomte de Puisieux, genannt Marquis de Sillery, (* 12. Mai 1702 in Paris; † 8. Dezember 1770 ebenda) war ein französischer Aristokrat und Diplomat. 1747 bis 1751 war er Außenminister.

## Leben
Er war der Sohn von Carloman Philogène Brûlart, Comte de Sillery (um 1656–1727) und Marie-Louise Bigot (um 1662–1746). Am 19. Juli 1722 heiratete er Charlotte Félicité Le Tellier-Louvois de Rebenac (1708–1783), Tochter von Louis-Nicolas Le Tellier, Marquis de Souvré, und Catherine-Charlotte du Pas de Feuquières (Le Tellier de Louvois). Ihr einziges Kind war Adélaide Félicite Brûlart de Puisieux de Sillery (* 5. November 1725; † 1785); sie heiratete am 26. Januar 1744 Louis-Charles-César Le Tellier (* 2. Juli 1695; † 1771), Chevalier de Louvois, später Marquis de Courtanvaux, 1756 Marschall von Frankreich und 1763 Duc d’Estrées, Sohn von Michel François Le Tellier und Marie-Anne Catherine d’Estrées; die Ehe blieb kinderlos.
Louis Philogène Brûlart war Capitaine de cavalerie au régiment de Villeroy, wurde am 20. Februar 1734 Mestre de camp eines nach ihm benannten Kavallerieregiments und am 1. August 1734 Brigadier des Armées du Roi. Von Oktober 1735 bis April 1739 war er französischer Gesandter in Neapel. Am 20. Februar 1743 wurde er zum Maréchal de camp befördert. Im August 1746 wurde er Ministre plénipotentiaire bei den Konferenzen von Breda (1746–1748), den Friedensverhandlungen zum Österreichischen Erbfolgekriegs. Im Oktober 1736 wurde er zum Conseiller d’État ernannt. Ab dem 27. Januar 1747 war er französischer Außenminister (Secrétaire d’État aux Affaires étrangéres); in seine Amtszeit fiel der Frieden von Aachen (1748). Am 2. Februar 1748 wurde er zum Ritter des Ordens vom Heiligen Geist ernannt. Am 7. Mai 1751 wurde er Lieutenant-général au Gouvernement de la Province du Languedoc. Am 9. September 1751 trat er als Außenminister zurück, behielt aber als Staatsminister den Zugang zum Conseil. Am 30. Juni 1756 zog er sich aus Gesundheitsgründen aus dem politischen Geschäft zurück. Er starb dreieinhalb Jahre später im Alter von 68 Jahren.